# داستی در ممفیس
«داستی در ممفیس» (به انگلیسی: Dusty in Memphis) آلبومی از هنرمند اهل بریتانیا داستی اسپرینگفیلد است که در ۳۱ مارس ۱۹۶۹ منتشر شد.